# Prónay János
Tótprónai és blatnicai Prónay János (1790 – Romhány, 1844. május 21.) publicista, szónok, képviselő.

## Élete
Tanulmányai végeztével a jenai egyetemre járt. 1818-ban, Nógrád vármegye igazgatásában kezdte meg pályáját mint aljegyző, de aztán, minden kecsegtető ajánlat dacára a hivatali pályáról letért. A törvény tudományában otthonosan mozgó Prónay táblabíróként egész életét a köz ügyének szentelte. Mélyen hitt az alkotmányban és a törvényekben, s erősen védte is azokat. Hazafias szónokként is ismert lett. 1825-ben és 1832-ben két alkalommal képviselte vármegyéjét az országgyűlésen.

## Családja
A későbbiekben híressé lett egyik fia, Prónay József.